# ホテル・ヨーロッパ (サラエボ)

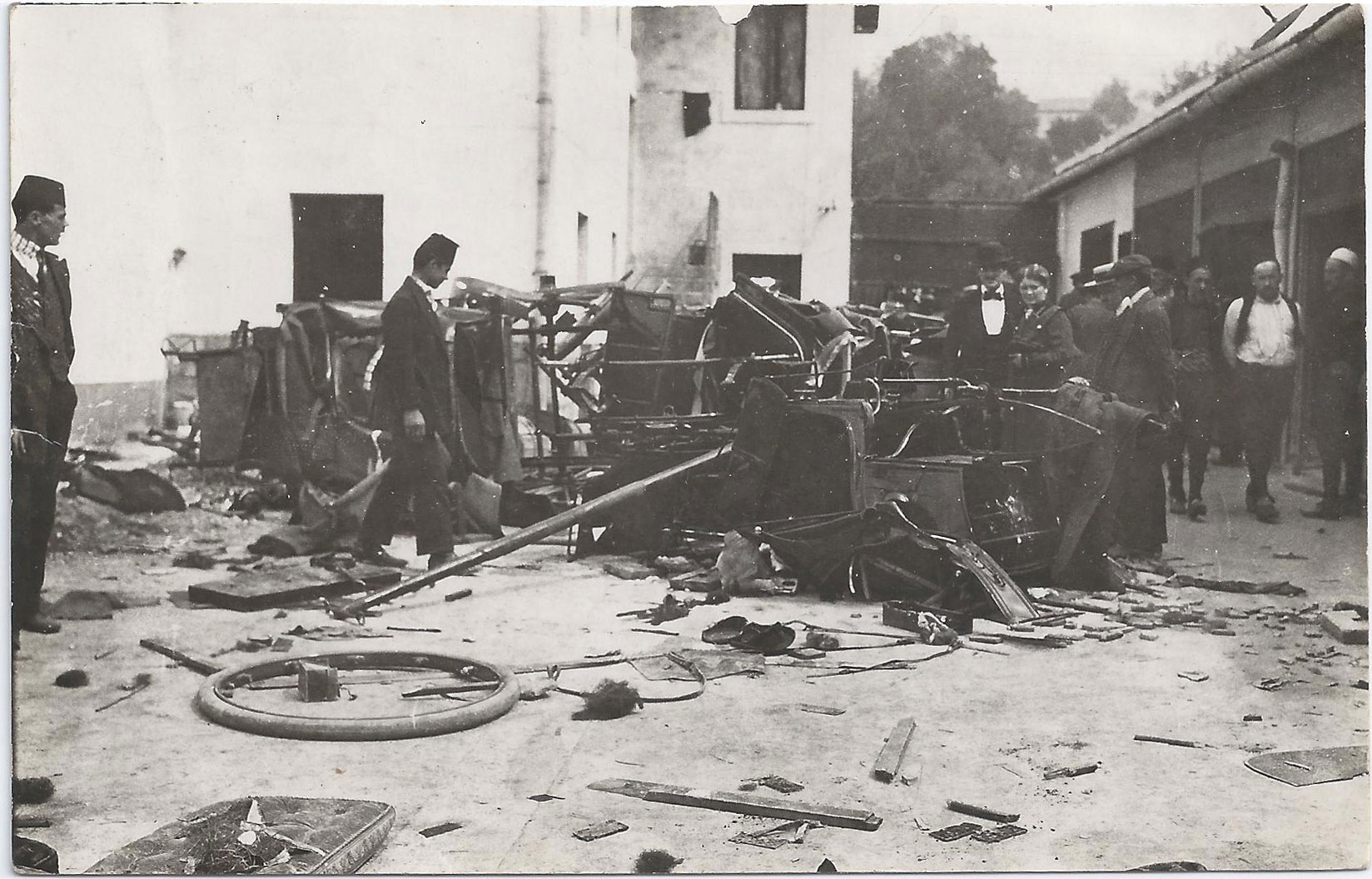
1914年サラエボでの反セルビア暴動で破壊されたホテル・エヴロパ の車庫

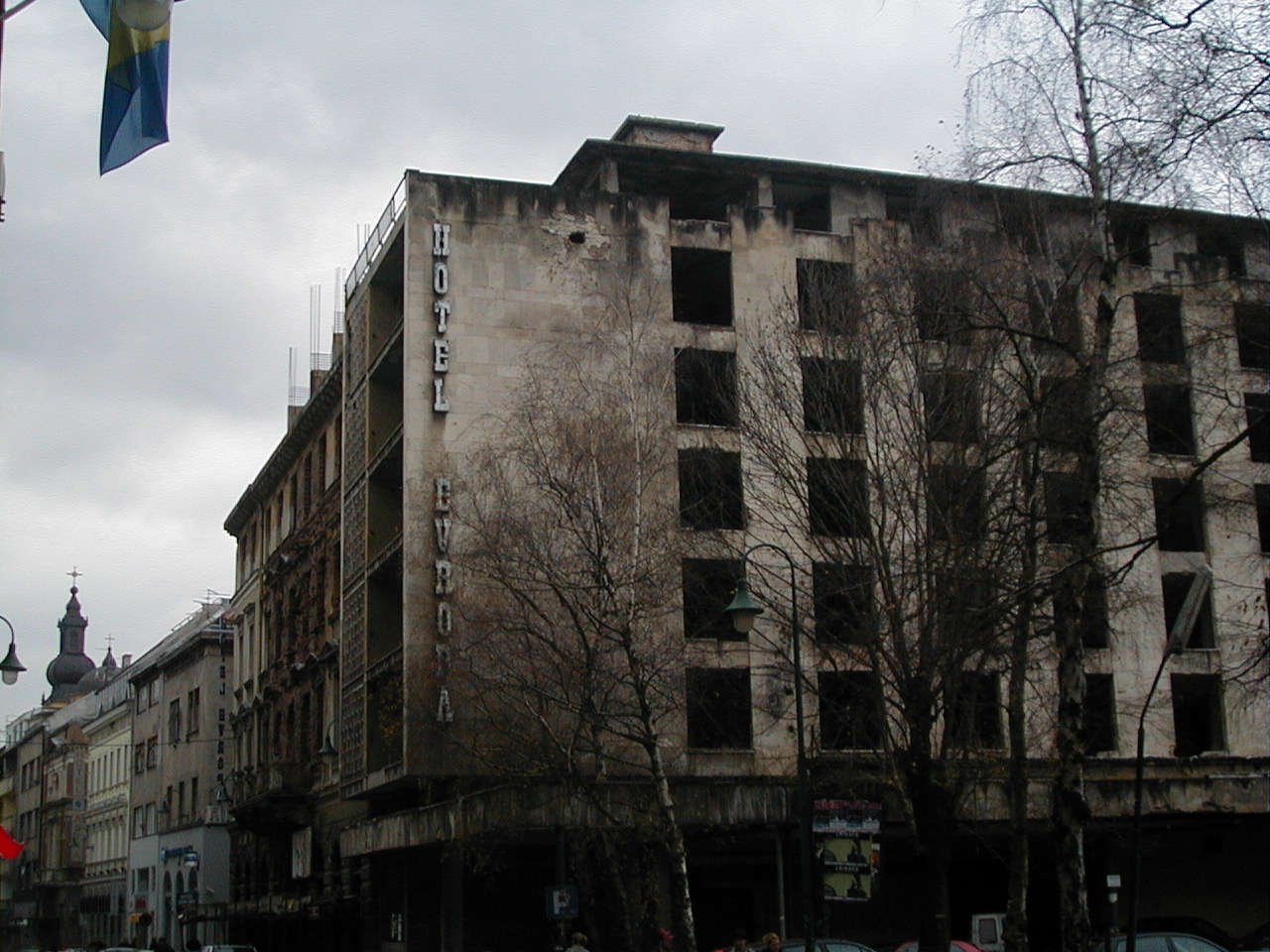
1990年代の戦争後のホテル・エブロパ

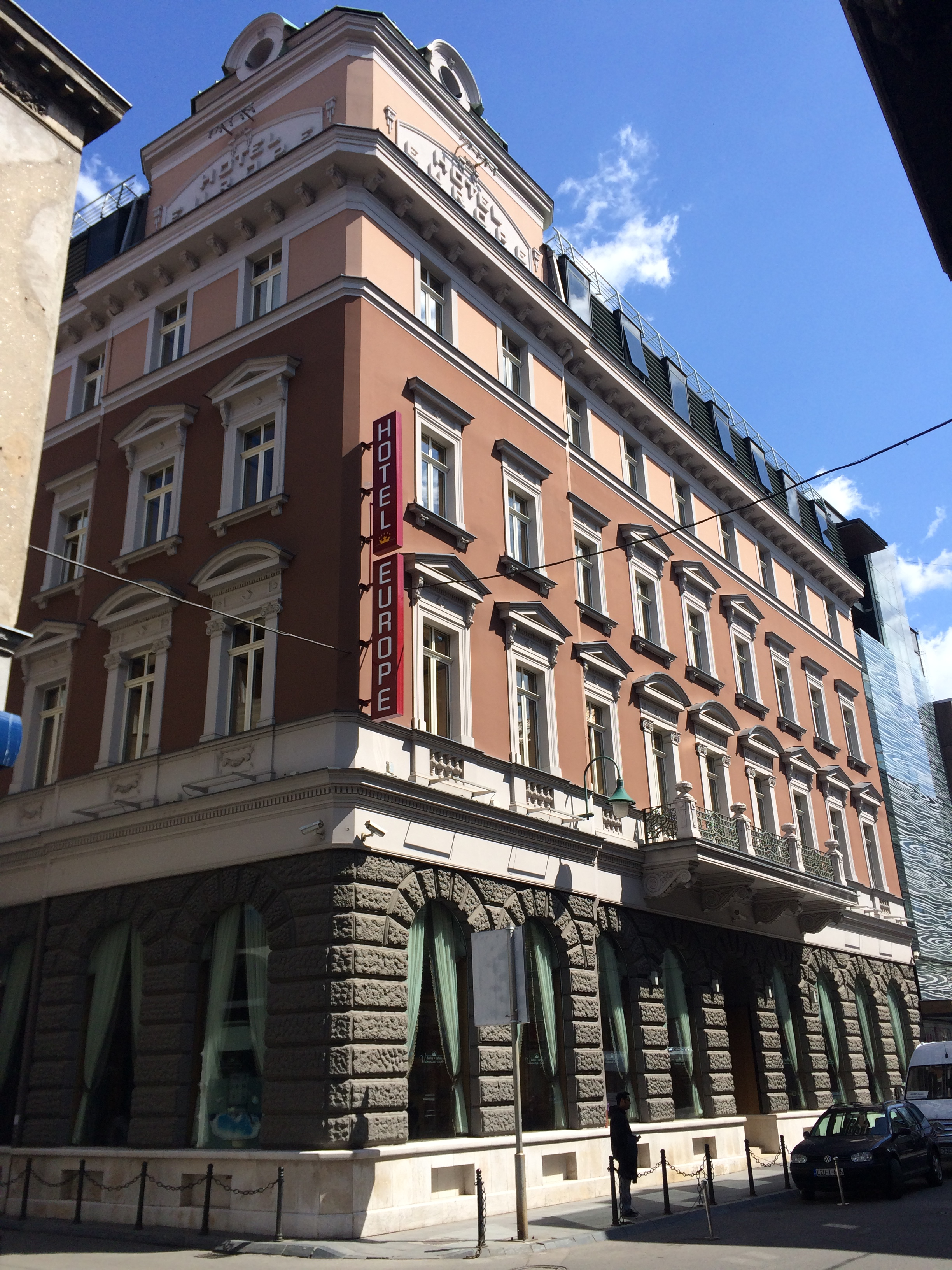
2015年のホテル・ヨーロッパ

ホテル・ヨーロッパ （Hotel Europe）は、サラエボの中心部にある1882年開業の歴史的なホテル。当初はホテル・エヴロパ(Hotel Evropa)として知られていた。
オーストリア＝ハンガリー帝国による40年のボスニア・ヘルツェゴビナ占領が行われた初期に建てられて開業したこのホテルは、サラエボ初の近代的な歓待施設として同市の沿革における特別な場所となっている。約1世紀半にわたり、このホテルは激動する同市の政治史や社会史を反映し、突発的な地政学的事件によりもたらされた多くの変遷が見られる。
建設開業から第二次世界大戦までの60年間、ホテル・エヴロパはサラエボ出身のセルビア商人にして実業家のジェフタノビッチ親子（父グリシャと息子ドゥシャン）によって所有及び運営されていた。1945年から1990年までのユーゴスラビア社会主義時代にこのホテルは国有化され、HTPエヴロパなどの様々な国有企業体によって運営されていた。ボスニア・ヘルツェゴビナ紛争以降、2006年にこの物件は実業家ラシム・バジュロビッチによって再度民有化され、今度は名称をホテル・ヨーロッパに変えて2008年に再び開業した。

## 立地
ホテル・ ヨーロッパは、サラエボ市の自治区スタリ・グラード中心部のヴラディスラヴァ・スカリチャ通りにある。
ガジ・フスレフ・ベグのベデステン（市場）と旧タシュリハン（隊商宿）遺跡を見渡せる立地で、ラテン橋、デスピチ屋敷、バシュチャルシヤ、サハトクラ、フェルハディヤの遊歩道などから徒歩圏内にある。

## 沿革

### ジェフタノビッチ所有期
裕福な商人にして実業家のグリシャ・ジェフタノビッチ(1841-1927)の出資で、以前のタシュリハン地点付近にある1879年8月の大火で焼失した15世紀半ばのキャラバンサライが、新たなホテルの場所に選ばれた。建物の設計は建築家カレル・パルジークに委託され、1882年12月12日にホテルエヴロパが正式に開業した。
開業から4年半経って、オーストリア＝ハンガリー帝国がオスマン帝国のボスニア行政州を占領して事実上領土を統治したため、同ホテルは新たに強要されたk.und k.文化様式を非常に多く反映した。サラエボで初となるこの種の施設が、同都市黎明期のホスピタリティ産業および観光産業の焦点となった。宿泊施設に加えて、カファナやレストラン、地下のナイトクラブ、庭園といった娯楽レジャーの選択肢を屋内設備で提供した。ホテルの一部として運営されていたが、これらの設備もまた独自のアイデンティティをつくり上げて瞬く間にそれが人気を博し、ホテル宿泊客だけでなく市民も頻繁に訪れるようになった。ウィーン文化とゲルマン文化の様々な特徴の進展で、スタムティッシュの社会的概念が同市に導入された。さらに、同ホテルのカファナは新聞スタンドや壁紙などウィーン・カフェハウスの調度品を取り入れ、レストランではアプフェルシュトゥルーデル、クグロフ、ザッハトルテといったデザートを提供した。
1900年代初頭までにグリシャ・ジェフタノビッチは、ホテル・エブロパを含む多くの事業の手綱を法務博士の息子ドゥシャン(1884-1941)に移譲した。
同ホテルは1914年6月29日、サラエボでの反セルビア暴動中に襲撃を受けた。ほどなくオーストリア＝ハンガリー帝国がセルビア王国に宣戦布告し、この紛争が第一次世界大戦に拡大する中この帝国陸軍がホテル・エブロパの一部を占領した。
1941年4月6日のナチスドイツによるユーゴスラビア侵攻で、同国は急速に幾つかの従属国に分裂し、サラエボ市を含むクロアチア独立国がその中で最大だった。ドイツ軍小隊のサラエボ到着から数週間経たぬ5月5日、ウスタシャは他の著名なセルビア人達と共にドゥシャン・ジェフタノビッチを逮捕した。彼はザグレブに連行され、しばらく警察刑務所に拘留された後、ウスタシャにより処刑された。

### 国有化
第二次世界大戦後、ホテル・エブロパはジェフタノビッチ家の残りの土地財産と共に、新たな社会主義当局によって国有化された。ほどなく、この当時の建築様式で建てられたもう一つの翼棟が同ホテルに追加された。
1969年11月下旬、ホテル・エブロパは『ネレトバの戦い (映画)』初上映イベントの中心的な会場となった。同年11月29日（ユーゴスラビア社会主義連邦共和国の日）の新たに建築されたサラエボ屋内施設スケンデリヤでの豪華な上映会では、映画スター俳優のユル・ブリンナー、オーソン・ウェルズ、セルゲイ・ボンダルチュク、バタ・ジヴコヴィッチ、リュビシャ・サマルジッチ、シルヴァ・コシナ、ミレナ・ドラビッチのほか、ヨシップ・ブロズ・チトー大統領や同夫人のヨバンカ・ブロズを含む様々なユーゴスラフ政治指導者の到着が見られた。この初上映に来訪したサラエボの著名人には、ウェルズの愛人オジャ・コダル、イタリア映画プロデューサーのカルロ・ポンティ、女優のボジダルカ・フラージュ、ヨーロッパ名士のイーラ・フォン・フュルステンベルクがいた。街が大雪に見舞われる中、ホテルは初上映会に続いて晩餐会を開催した。
2年半後の1972年4月12日、このホテルは『Valter brani Sarajevo』初上映会に続いて町の来賓と現地要人をもてなす招待制の晩餐会を開催した。 そこには映画出演者のほかに、サッカー指導者のミリャン・ミリャニッチ、女優のスペラ・ロジン、1967年のミス・ユーゴスラビア、前サラエボ市長、ボスニア映画会長などがいた。

### 再民営化: バジュロビッチ所有期
2006年、このホテルはサラエボに拠点を置くアストレア社によって民営化され、近くにある別の宿泊施設ホテル・アストラのオーナーであるラシム・バジュロビッチによって所有された。建物はサラエボの建築家シード・ゴロシュによって2007年に改修され、ファサードの色はサラエボ市民による投票で選ばれた。2008年12月12日（開業126周年記念日）にホテル・ヨーロッパとして再び開業した。
同ホテルには、客室125室、スイートルーム10室などのほか、フィットネス、サウナ、マッサージなどの健康保養施設も多数備えている。
ホテル・ヨーロッパの歴史は名士たちを魅了し続けている。サラエボで生まれたセルビア大統領のボリス・タディッチは、2011年7月の公式訪問中にこのホテルの庭園で地元の有力者達との懇談会を実施した。またその日遅く、このホテル内で彼は国際欧州運動 (European Movement International) ボスニア支部から勲章を授与された。